# Boulevard du Temple
Boulevard du Temple är en boulevard i Quartier des Enfants-Rouges och Quartier de la Folie-Méricourt i Paris tredje och elfte arrondissement. Boulevarden är uppkallad efter Maison du Temple (rivet 1853), Tempelherreordens högkvarter i Frankrike. Boulevard du Temple börjar vid Rue des Filles-du-Calvaire 25 och slutar vid Place de la République 1.
Boulevard du Temple är en av Les Grands Boulevards.

## Historik
Med start från 1760 blev Boulevard en plats för nöje, då den första teatern öppnades. Denna fick med tiden sällskap av allt fler lokaler med teatrar, shower och baletter.
Boulevard du Temple blev även känd som Boulevard du Crime. Namnet uppstod eftersom teatrarna vid gatan spelade många pjäser där drama, olycksöden, brott och liknande ingick i intrigen. Skådespelaren och författaren Henri Beaulieu räknade i en bok 1905 samman antalet fiktiva brott som några kollegor från teaterns värld drabbats av eller utfört under en 20-årsperiod: "Tautin var fångad 16 302 gånger, Marty förgiftades 11 000 gånger med olika sorters gift, Fresnoy brändes på olika sätt 27 000 gånger. Mlle Adèle Dupuis förfördes, kidnappades och dränktes 75 000 gånger. Mlle Levesque har anklagats för ohederlighet 6 400 gånger. Mlle Olivier, som nätt och jämnt börjat skådespelarkarriären, har redan druckit 16 000 gånger från brottets och hämndens bägare. Detta blir, om jag inte misstar mig, 132 902 brott fördelat på dessa fem individer som, trots allt, åtnjuter utmärkt hälsa och välstånd.”
Boulevarden har dock varit platsen för brott i verkligheten. Juli 1835 försökte den före detta militären Giuseppe Fieschi mörda kung Ludvig Filip med ett egenbyggt skjutvapen bestående av 20 musköter. Kungen överlevde utan svårare skador, men skotten dödade 18 soldater (inklusive den tidigare premiärministern), träffade kungens häst samt gav Fienchi själv splitterskador.
Det första fotografiet som avbildar en människa, tros vara en vy över Boulevard du Temple som Louis Daguerre tog 1838. I ena hörnet på bilden ses en person som får sina skor putsade.

## Omgivningar
- Sainte-Élisabeth-de-Hongrie
- Place Élisabeth-Dmitrieff
- Place Olympe-de-Gouges
- Place Pasdeloup

## Bilder
| - Gatuskylt. - Tour du Temple, målning från år 1795. - Sainte-Élisabeth-de-Hongrie. - Fotovy över Boulevard du Temple, 1838. |

## Kommunikationer
- Tunnelbana – République
- Tunnelbana – Filles du Calvaire